# Бутовський Петро Михайлович
Петро́ Миха́йлович Буто́вський (*1842 — †18 січня 1912) — державний і політичний діяч Російської імперії. Сенатор, член Державної Ради Російської імперії, дійсний таємний радник. Українець.

## Біографія
Походив з дворян Кременчуцького повіту Полтавської губернії.
Народився у 1842 році.
Закінчив Училище правознавства у Санкт-Петербурзі. Після нього — 2 роки був вільним слухачем у Гайдельберзькому університеті у Німеччині. Вивчав юриспруденцію також і у Франції.
У 1864 році — повернувся з-за кордону, оселився в Полтаві, де служив в канцелярії Полтавського губернського прокурора, був Кобеляцьким повітовим стряпчим. Згодом — радником цивільної палати Полтавського суду, а потім — і членом суду.
Був почесним мировим суддею Кременчуцького повіту.
З 1874 року — голова Гродненської палати кримінального і цивільного суду. Згодом — голова Люблінського суду, департаменту Харківської судової палати, а в 1882 році — Варшавської.
З 1887 року — старший голова Варшавської судової палати. А через два роки — оберпрокурор першого департаменту Сенату. Обіймав цю посаду 5 років. А ще 7 років — був товаришем Міністра юстиції Миколи Муравйова.
Двічі їздив у відрядження до Сибіру — для ревізії старих і нових судів. За його сприяння по всій території Російської імперії і на весь Сибір були поширені судові установи за статутом 1864 року і вжиті заходи зі спрощення судових проваджень.
В 1901 році став членом Державної Ради по департаменту духовних та цивільних справ.
Також був членом особливого присутствія з відчуження майна для державних і громадських потреб.
Нагороджений Орденом Олександра Невського (з діамантами).
Дослужився до чину дійсного таємного радника.
Помер 18 січня (5 січня — за старим стилем) 1912 року.